# Шакер Зуагі
Шакер Зуагі (араб. شاكر الزواغي, нар. 10 січня 1985, Беджа) — туніський футболіст, півзахисник клубу «Есперанс».

## Клубна кар'єра
У дорослому футболі дебютував 2001 року виступами за команду клубу «Етюаль дю Сахель», в якій провів п'ять сезонів.
Своєю грою за цю команду привернув увагу представників тренерського штабу клубу «Локомотив» (Москва), до складу якого приєднався 2006 року. Відіграв за московських залізничників наступні три сезони своєї ігрової кар'єри.
Протягом 2009–2010 років знову захищав кольори команди клубу «Етюаль дю Сахель».
У 2010 році уклав контракт з клубом «Цюрих», у складі якого провів наступні два роки своєї кар'єри гравця. Більшість часу, проведеного у складі «Цюриха», був основним гравцем команди.
До складу клубу «Есперанс» приєднався 2012 року. Наразі встиг відіграти за команду зі столиці Тунісу 16 матчів в національному чемпіонаті.

## Виступи за збірну
У 2008 році дебютував в офіційних матчах у складі національної збірної Тунісу. Наразі провів у формі головної команди країни 14 матчів, забивши 1 гол.
У складі збірної був учасником Кубка африканських націй 2008 року у Гані.